# 로런 와이스버거

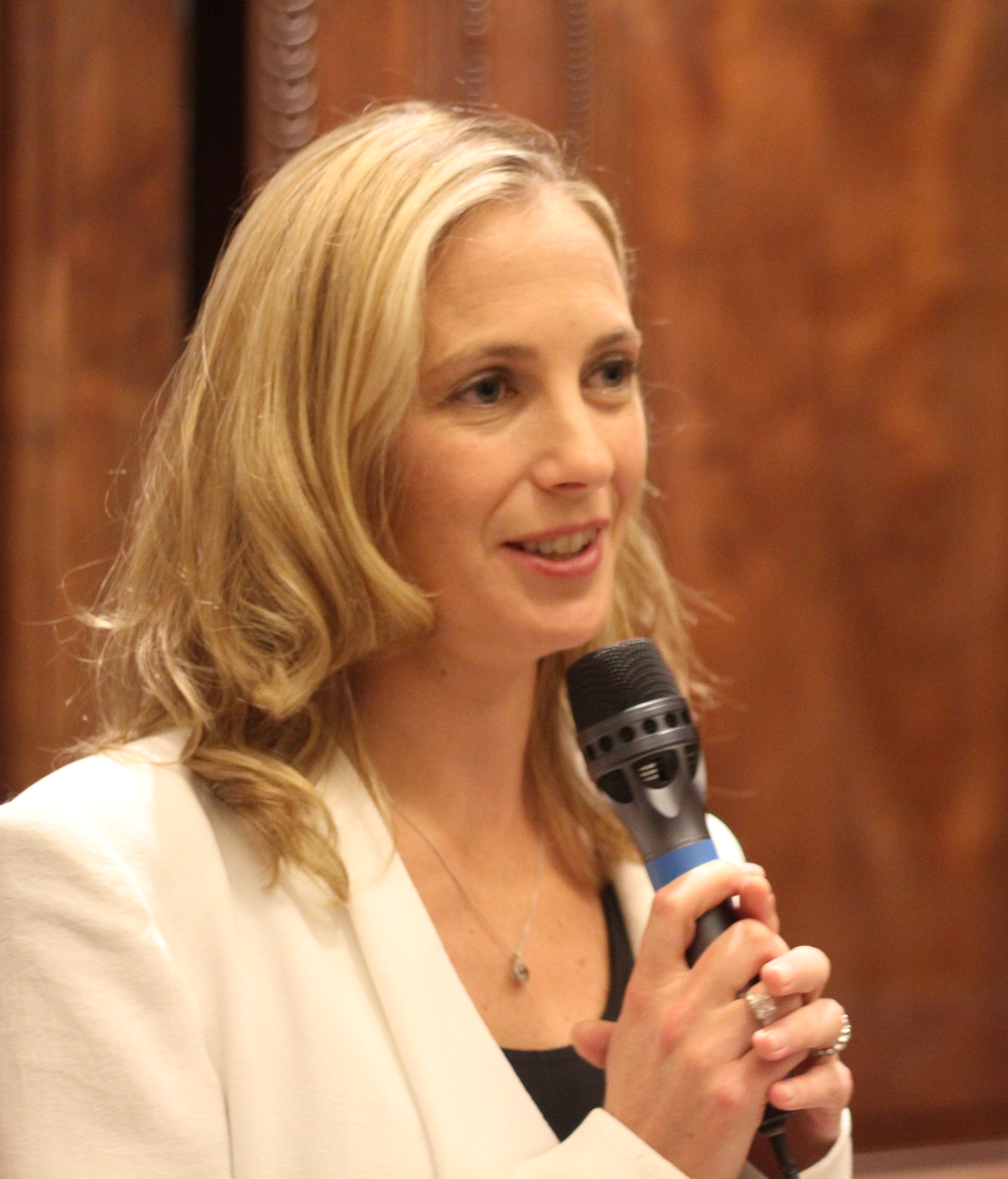
로런 와이스버거

로런 와이스버거(영어: Lauren Weisberger, 1977년 3월 28일 ~ )은 미국의 작가이다. 2003년 데뷔 소설 《악마는 프라다를 입는다》로 가장 잘 알려져 있다.